# Tapo (Lupal)
Tapo ist ein osttimoresischer Ort im Suco Lupal (Verwaltungsamt Lolotoe, Gemeinde Bobonaro).
Das Dorf liegt im Zentrum der Aldeia Lupaltaz, auf einer Meereshöhe von 602 m. Eine unbefestigte Piste führt durch Tapo. Westlich liegt an ihr das Dorf Ames, mit dem Sitz des Sucos, südöstlich das Dorf Silagolo. Nach Norden steigt das Land an zu einem Höhenzug, mit den Gipfeln des Tulo (1285 m), des Lolo Penel (1261 m) und des Tefawa (1275 m). Südlich liegen der der Lolo Beleasu (764 m) und der Sulogup (797 m). Alle Gipfel liegen auf dem Gebiet des Sucos Opa. In Lupaltaz befindet sich der südöstlich von Tapo gelegene Lolo Lepae (648 m).
In Ames befindet sich der Sitz der Aldeia Lupaltaz.